# Some Kind of Monster
A Some Kind of Monster a Metallica 2004-ben kiadott középlemeze, mely csak az USA-ban jelent meg. Az ugyanezzel a címmel készült dokumentumfilm dvd változatával együtt adták ki. A lemezen hallható koncertfelvételek megegyeznek a The Unnamed Feeling c. EP számlistájával. A címadó dal a nagylemezes verzióban és egy rövidített, Bob Rock, valamint Randy Staub által újrakevert változatban is hallható az anyagon.

## Az album dalai
1. Some Kind of Monster (Hammett, Hetfield, Rock, Ulrich) – 8:27
2. The Four Horsemen [live] (Hetfield, Mustaine, Ulrich) – 5:29
3. Damage, Inc. [live] (Burton, Hammett, Hetfield, Ulrich) – 4:57
4. Leper Messiah [live] (Hetfield, Ulrich) – 6:23
5. Motorbreath [live] (Hetfield) – 3:11
6. Ride the Lightning [live] (Burton, Hetfield, Mustaine, Ulrich) – 7:29
7. Hit the Lights [live] (Hetfield, Ulrich) – 4:06
8. Some Kind of Monster [edit] (Hammett, Hetfield, Rock, Ulrich) – 4:16

## Közreműködők
- James Hetfield – gitár
- Lars Ulrich – dob
- Kirk Hammett – gitár
- Robert Trujillo – basszusgitár
- Bob Rock – producer
- Randy Staub - producer